# 卢克丽霞 (阿尔泰米西娅·真蒂莱斯基,米兰)
《卢克丽霞》是意大利巴洛克艺术家阿尔泰米西娅·真蒂莱斯基的三幅同一题材的布面油画之一。画作表现罗马执政官塔奎尼乌斯的妻子卢克丽霞 在被丈夫的一名战友勒索和强奸后，愤而自杀的情景。
这幅画绘制于1623 -1625 年之间。现由米兰私人收藏。  其他两个版本，一幅现藏于波茨坦新皇宫，另一幅现藏于洛杉矶的盖蒂博物馆。